# Spectroscopie rotationnelle

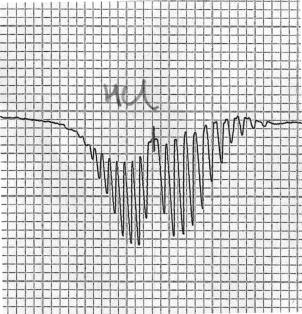
Partie du spectre de rotation-vibration du chlorure d'hydrogène gazeux, montrant la présence de branches P et R. L'axe x correspond à la fréquence, l'axe y à la transmittance.

La spectroscopie rotationnelle, de rotation ou micro-onde étudie l'absorption et l'émission d'une onde électromagnétique (habituellement dans la région micro-onde du spectre électromagnétique) par des molécules associées aux modifications correspondantes du nombre quantique de rotation de la molécule. L'utilisation de micro-ondes en spectroscopie a été rendue possible en raison principalement du développement de la technologie associée pour le radar durant la Seconde Guerre mondiale. La spectroscopie rotationnelle n'est réellement possible qu'en phase gazeuse quand le mouvement de rotation est quantifié.
Le spectre de rotation d'une molécule (au premier ordre) nécessite que la molécule possède un moment dipolaire et que les centres de charge et masse soient distincts, ou, de manière équivalente, qu'il existe une différenciation de deux charges distinctes. C'est l'existence de ce moment dipolaire qui permet au champ électrique de la lumière (micro-onde) d'exercer un couple sur la molécule, ce qui la fait tourner plus rapidement (en excitation) ou plus lentement (en désexcitation). Les molécules diatomiques comme le dioxygène (O2) ou le dihydrogène (H2) n'ont pas de moment dipolaire et par conséquent n'ont pas de spectre purement rotationnel. Cependant, les transitions rotationnelles des molécules sans moment dipolaire peuvent être observées par la spectroscopie Raman, qui implique l'absorption d'un photon et l'émission simultanée d'un deuxième. La différence d'énergie entre les deux photons représente l'énergie absorbée par la molécule.
Les molécules diatomiques hétérogènes comme le monoxyde de carbone (CO) possèdent parmi les spectres de rotation les plus simples. C'est également le cas pour des molécules triatomiques comme le cyanure d'hydrogène (HC≡N) pour les molécules linéaires ou l'isocyanure d'hydrogène (HN=C:) pour les molécules non-linéaires. Plus le nombre d'atomes croît, plus le spectre devient complexe, les raies dues à différentes transitions commençant à se superposer.

## Classification des molécules selon leur comportement rotationnel
En mécanique quantique, la libre rotation d'une molécule est quantifiée, ce qui fait que l'énergie de rotation et le moment angulaire ne peuvent prendre seulement que certaines valeurs fixes. Ces valeurs sont liées de manière simple au moment d'inertie, {\displaystyle I}, de la molécule. En général pour une molécule quelconque il y a trois moments d'inertie {\displaystyle I_{A}}, {\displaystyle I_{B}} et {\displaystyle I_{C}} liés à trois axes orthogonaux A, B et C avec pour point d'intersection le centre de masse du système. Les molécules linéaires constituent un cas à part. Ces molécules possèdent une symétrie cylindrique et un de ces moments d'inertie ({\displaystyle I_{A}}, qui est le moment d'inertie pour une rotation autour de l'axe de la molécule) est négligeable (i.e. {\displaystyle I_{A}\ll I_{B}=I_{C}}).
La convention générale est de définir les axes tels que l'axe {\displaystyle A} possède le plus faible moment d'inertie (et donc la plus grande fréquence de rotation) et les autres axes tels que {\displaystyle I_{A}\leq I_{B}\leq I_{C}}. Parfois, l'axe {\displaystyle A} est associé avec l'axe de symétrie de la molécule s'il existe. Dans ce cas, {\displaystyle I_{A}} n'a pas besoin d'être le plus faible moment d'inertie. Afin d'éviter la confusion, on gardera la première convention dans la suite de l'article. Le schéma particulier des niveaux d'énergie (et donc des transitions dans le spectre de rotation) pour une molécule est déterminé par sa symétrie. Une façon intéressante de considérer les molécules consiste à les diviser en quatre classes différentes selon leurs symétries structurales. Ces classes sont :
1. les molécules linéaires (ou rotateurs linéaires)
2. les toupies symétriques (ou rotateurs symétriques)
3. les toupies sphériques (ou rotateurs sphériques)
4. les toupies asymétriques (ou rotateurs asymétriques).

### Molécules linéaires
Comme mentionné ci-dessus, {\displaystyle I_{A}\ll I_{B}=I_{C}} pour une molécule linéaire. Dans la plupart des cas, {\displaystyle I_{A}} est considéré comme nul. Pour une molécule linéaire, la séparation des raies du spectre de rotation peut être liée directement au moment d'inertie d'une molécule, et pour une molécule avec des masses atomiques données, et être directement utilisée pour la détermination des longueurs de liaisons chimiques (structure). Pour les molécules diatomiques, ce procédé est trivial et peut être fait par une mesure simple. Pour les molécules linéaires avec plus de deux atomes, cela requiert plus de travail, et il est alors nécessaire de mesurer des molécules dans lesquelles plus d'un isotope de chaque atome a été substitué (cela donne en pratique un ensemble d'équations couplées pouvant être résolues pour les longueurs de liaisons).

On pourra citer comme exemples de molécules linéaires : le dioxygène, le monoxyde de carbone, le radical hydroxyle (•OH), le dioxyde de carbone (CO2), le cyanure d'hydrogène, le sulfure de carbonyle (O=C=S), le chloréthyne (HC≡CCl) ou l'acétylène (HC≡CH).

### Toupies symétriques
Une toupie symétrique est une molécule pour laquelle deux des moments d'inertie sont identiques. Ce sera le cas si la molécule possède un axe de symétrie d'ordre égal ou supérieur à 3. Pour des raisons historiques, les spectroscopistes divisent ces molécules en deux classes, les toupies symétriques oblates (aplaties, en forme de disque) avec {\displaystyle I_{A}=I_{B}<I_{C}} et les toupies symétriques prolates (allongées, en forme de cigare) avec {\displaystyle I_{A}<I_{B}=I_{C}}. Leurs spectres sont assez différents, et sont immédiatement reconnaissables. Comme pour les molécules linéaires, la structure des toupies symétriques (longueurs de liaison et angles) peuvent être déduites de leurs spectres.

On peut citer comme exemples de toupies symétriques :
- oblates : le benzène (C6H6), le tétrafluorure de xénon (XeF4), ou l'ammoniac (NH3).
- prolates : le chlorométhane (CH3Cl), le propyne (CH3C≡CH)

Comme exemple détaillé, l'ammoniac possède un moment d'inertie IC = 4.4128 × 10−47 kg m2 autour de l'axe de rotation d'ordre 3, ainsi que des moments IA = IB = 2.8059 × 10−47 kg m2 autour de tout axe orthogonal à cet axe C3. Étant donné que le moment unique est plus grand que les deux autres, la molécule est une toupie symétrique oblate.

### Toupies sphériques
Les toupies sphériques peuvent être considérées comme un cas spécial de toupies symétriques dont les trois moments d'inertie sont égaux ({\displaystyle I_{A}=I_{B}=I_{C}}).

On peut citer comme exemples : le tétramère de phosphore P4, le tétrachlorure de carbone (CCl4), l'ion ammonium (NH4+) ou l'hexafluorure de soufre (SF6).

### Toupies asymétriques
Une toupie asymétrique possède trois moments d'inertie différents. La plupart des grosses molécules sont des toupies asymétriques, même si elles présentent un fort degré de symétrie. Généralement, pour de telles molécules, une interprétation simple du spectre est impossible. Parfois, les toupies asymétriques présentent des spectres similaires à ceux d'une molécule linéaire ou d'une toupie symétrique, auquel cas la structure moléculaire doit aussi être similaire à celle d'une molécule linéaire ou d'une toupie symétrique. Pour le cas le plus général, cependant, tout ce qui peut être fait est de lisser le spectre sur trois moments d'inertie. Si la formule moléculaire est connue, on peut présupposer la structure probable, et à partir de cette structure, calculer les moments d'inertie. Si ceux-ci correspondent bien aux moments mesurés, on peut dire que la structure est déterminée. Dans cette approche, la substitution isotopique est invalide.
 
Quelques exemples : l'anthracène (C14H10), l'eau (H2O) (géométrie coudée à cause des doublets non liants de l'oxygène central), le dioxyde d'azote (NO2) (géométrie coudée aussi). Pour ces trois molécules, les seuls axes de symétrie sont d'ordre 2. La plupart des grandes molécules sont des toupies asymétriques.

## Structure d'un spectre de rotation

### Molécules linéaires

Diagramme des niveaux d'énergie décrivant certaines des transitions impliquées dans le spectre de rotation-vibration infrarouge d'une molécule linéaire : la branche P (où), la branche Q (pas toujours permise,) et la branche R.

Ces molécules ont deux modes de rotation dégénérés ({\displaystyle I_{B}=I_{C}}, {\displaystyle I_{A}=0}). Comme on ne peut distinguer les deux modes, un seul nombre quantique de rotation ({\displaystyle J}) afin de décrire le mouvement de rotation d'une molécule.
Les niveaux d'énergie de rotation ({\displaystyle F\left(J\right)}) de la molécule basée sur le modèle du rotateur rigide peut être exprimé comme :
{\displaystyle F\left(J\right)={\tilde {B}}_{e}J\left(J+1\right)\qquad J=0,1,2,...}
où {\displaystyle {\tilde {B}}_{e}} est la constante de rotation de la molécule et est liée au moment d'inertie de la molécule {\displaystyle I_{B}=I_{C}} par :
{\displaystyle {\tilde {B}}_{e}={h \over {8\pi ^{2}cI_{B}}}}
Les règles de sélection imposent que lors de l'émission ou l'absorption d'énergie le nombre quantique de rotation varie d'une unité, i.e. {\displaystyle \Delta J=J^{\prime }-J^{\prime \prime }=\pm 1}. Les localisations des raies dans un spectre de rotation seront données par :
{\displaystyle {\tilde {\nu }}_{J^{\prime }\leftrightarrow J^{\prime \prime }}=F\left(J^{\prime }\right)-F\left(J^{\prime \prime }\right)=2{\tilde {B}}_{e}\left(J^{\prime \prime }+1\right)\qquad J^{\prime \prime }=0,1,2,...}
où {\displaystyle J^{\prime \prime }} indique le niveau d'énergie le plus bas et {\displaystyle J^{\prime }} le niveau d'énergie le plus élevé impliqués dans la transition. La hauteur des raies est déterminée par la distribution des molécules dans les différents niveaux et la probabilité de transition entre les deux niveaux d'énergie.
On observe que, pour un rotateur rigide, les raies de transition sont espacées de manière égale dans l'espace des nombres d'onde. Cependant, ce n'est pas toujours le cas, sauf pour le modèle du rotateur rigide. Pour un modèle non rigide, on doit considérer les modifications du moment d'inertie de la molécule. Deux des raisons principales pour cette prise en compte sont :
- la distorsion centrifuge : lorsqu'une molécule tourne, la force centrifuge peut agir sur les atomes en les éloignant vers l'extérieur. Le moment d'inertie de la molécule augmente, donc {\displaystyle {\tilde {B}}_{e}} décroît. Afin de prendre en compte la correction de distorsion centrifuge, un terme est ajouté aux niveaux d'énergie de rotation de la molécule.
{\displaystyle F\left(J\right)={\tilde {B}}_{e}J\left(J+1\right)-{\tilde {D}}_{e}J^{2}\left(J+1\right)^{2}\qquad J=0,1,2,...}
où {\displaystyle {\tilde {D}}_{e}} est la constante de distorsion centrifuge.
L'espacement des raies pour le mode rotationnel est modifié en conséquence,
{\displaystyle {\tilde {\nu }}_{J^{\prime }\leftrightarrow J^{\prime \prime }}=2{\tilde {B}}_{e}\left(J^{\prime \prime }+1\right)-4{\tilde {D}}_{e}\left(J^{\prime \prime }+1\right)^{3}\qquad J^{\prime \prime }=0,1,2,...}
- l'effet de la vibration de rotation : une molécule est toujours en vibration. La molécule vibrant, ses moments d'inertie sont modifiés. Il existe de plus une force fictive, un couplage de Coriolis, entre le mouvement vibrationnel du noyau dans le repère en rotation (non-galiléen). Cependant, tant que le nombre quantique de vibration ne change pas (i.e. la molécule est dans un seul état de vibration), l'effet de la vibration sur la rotation n'est pas important, le temps de vibration étant beaucoup plus court que le temps de rotation. Le couplage de Coriolis est parfois négligeable également si l'on s'intéresse aux nombres quantiques de vibration et de rotation faibles.

### Toupies symétriques
Le mouvement de rotation d'une molécule-toupie symétrique peut être décrit pas deux nombres quantiques de rotation indépendants (deux axes de rotation ayant les mêmes moments d'inertie, la rotation autour de ces axes ne nécessite qu'un nombre quantique de rotation pour une description complète). Au lieu de définir les deux nombres quantiques de rotation pour les deux axes indépendants, on associe l'un des nombres quantiques ({\displaystyle J}) avec le moment angulaire total de la molécule et l'autre ({\displaystyle K}) avec le moment angulaire de l'axe ayant un moment d'inertie différent des autres (i.e. l'axe {\displaystyle C} pour une toupie symétrique oblate et {\displaystyle A} pour une prolate). L'énergie de rotation {\displaystyle F\left(J,K\right)} d'une telle molécule, basée sur les postulats du rotateur rigide peut être exprimée en termes des deux nombres quantiques de rotation définis ci-dessus comme il suit :
{\displaystyle F\left(J,K\right)={\tilde {B}}J\left(J+1\right)+\left({\tilde {A}}-{\tilde {B}}\right)K^{2}\qquad J=0,1,2,...\quad {\mbox{et}}\quad K=-J,-J+1,...,-1,0,1,...,J-1,J}
où {\displaystyle {\tilde {B}}={h \over {8\pi ^{2}cI_{B}}}} et {\displaystyle {\tilde {A}}={h \over {8\pi ^{2}cI_{A}}}} pour une molécule prolate ou {\displaystyle {\tilde {A}}={h \over {8\pi ^{2}cI_{C}}}} pour une molécule oblate.
Les règles de sélection pour ces molécules fournissent des indications pour les transitions possibles, par :
{\displaystyle \Delta J=\pm 1\quad {\mbox{et}}\quad \Delta K=0}.
Cela est dû au fait que {\displaystyle K} est associé à l'axe de symétrie de la molécule et donc qu'elle ne possède pas de dipôle franc dans cette direction. Il n'y a donc pas d'interaction de ce mode avec les photons.
Cela donne les nombres d'ondes de transition :
{\displaystyle {\tilde {\nu }}_{J^{\prime }\leftrightarrow J^{\prime \prime },K}=F\left(J^{\prime },K\right)-F\left(J^{\prime \prime },K\right)=2{\tilde {B}}\left(J^{\prime \prime }+1\right)\qquad J^{\prime \prime }=0,1,2,...}
ce qui est identique au cas d'une molécule linéaire.
Dans le cas des rotateurs non rigides, la correction de distorsion centrifuge au premier ordre est donnée par :
{\displaystyle F\left(J,K\right)={\tilde {B}}J\left(J+1\right)+\left({\tilde {A}}-{\tilde {B}}\right)K^{2}-{\tilde {D}}_{J}J^{2}\left(J+1\right)^{2}-{\tilde {D}}_{JK}J\left(J+1\right)K^{2}-D_{K}K^{4}\qquad J=0,1,2,...\quad {\mbox{and}}\quad K=-J,...,0,...,J}
Les indices de la constante de distorsion centrifuge {\displaystyle D} indiquent que le mode de rotation impliqué et ne sont pas fonction du nombre quantique de rotation. La localisation des raies de transition sur un spectre est donnée par :
{\displaystyle {\tilde {\nu }}_{J^{\prime }\leftrightarrow J^{\prime \prime },K}=F\left(J^{\prime },K\right)-F\left(J^{\prime \prime },K\right)=2{\tilde {B}}\left(J^{\prime \prime }+1\right)-4D_{J}\left(J^{\prime \prime }+1\right)^{3}-2D_{JK}\left(J^{\prime \prime }+1\right)K^{2}\qquad J^{\prime \prime }=0,1,2,...}

### Toupies sphériques
Les molécules sphériques n'ayant pas de moment dipolaire, elles ne présentent pas de spectres purement rotationnels aux micro-ondes. Elles ne présentent pas de spectres Raman non plus, parce que leur polarisabilité est nulle de sorte que le champ électrique d'un photon ne peut pas induire un moment dipolaire.

### Toupies asymétriques
Le spectre de ce molécules présente habituellement de nombreuses raies en raison des trois modes de rotation différents et de leurs combinaisons. L'analyse suivante est valide pour le cas général et se réduit aux cas spéciaux précédents dans les limites appropriées.
À partir des moments d'inertie, on peut définir un paramètre asymétrique {\displaystyle \kappa } tel que :
{\displaystyle \kappa ={\frac {2B-A-C}{A-C}}}
variant de -1 pour une toupie symétrique prolate à 1 pour une toupie symétrique oblate.
On peut définir un hamiltonien de rotation réduit dépendant de {\displaystyle J} et {\displaystyle \kappa }. La représentation matricielle (symétrique) est quasi-diagonale, avec des coefficients nuls partout sauf sur la diagonale principale et la seconde sous-diagonale. Le hamiltonien peut être formulé de six manières différentes, selon l'orientation et l'arrangement des axes par rapport au référentiel absolu. Pour la plus asymétrique, la représentation des éléments diagonaux dans l'orientation main droite est, pour {\displaystyle |k|\leq J} :
{\displaystyle H_{k,k}(\kappa )=\kappa k^{2}}
et les éléments non nuls hors diagonale principale (indépendants de {\displaystyle \kappa }) sont :
{\displaystyle H_{k,k+2}(\kappa )={\sqrt {[J(J+1)-(k+1)(k+2)][J(J+1)-k(k+1)]}}/2}.
La diagonalisation de {\displaystyle H} donne un ensemble de {\displaystyle 2J+1} niveaux d'énergie rotationnelle {\displaystyle E_{k}(\kappa )} réduits. Les niveaux d'énergie rotationnelle pour le rotateur asymétrique de moment angulaire total {\displaystyle J} est alors donné par :
{\displaystyle {\frac {A+C}{2}}J(J+1)+{\frac {A-C}{2}}E_{k}(\kappa )}

### Spectre Raman
À la spectroscopie Raman les molécules font des transitions avec l'absorption d'un photon incident et l'émission simultanée d'un deuxième photon. La règle de sélection générale pour qu'une molécule ait un spectre Raman rotationnel est que la polarisabilité moléculaire doit être anisotrope, c'est-à-dire non uniforme dans toutes les directions. La polarisabilité est un tenseur en 3 dimensions qui peut être représentée par un ellipsoïde. Aux toupies sphériques l'ellipsoïde est une sphère de sorte que ces molécules n'aient aucun spectre Raman rotationnel. Toute autre molécule possède un spectre Raman rotationnelle en deux parties: des lignes avec un déplacement de Stokes de sorte que l'énergie du photon émis est supérieure à l'énergie du photon incident, et des lignes avec un déplacement dit anti-Stokes dans le sens contraire.
La règle de sélection spécifique qui détermine les transitions permises est ΔJ = 0, ±2 aux molécules linéaires. Les transitions ΔJ = 0, ±2 sont permises parce que la polarisabilité retourne à la même valeur deux fois pendant une rotation.
Aux toupies symétriques les transitions permises doivent obéir aux règles de sélection spécifiques suivantes : 
ΔK = 0
Si K = 0, alors ΔJ = ±2
Si K ≠ 0, alors ΔJ = 0, ±1, ±2
Les transitions auxquelles ΔJ = +1 sont dites la série R, tandis que les transitions  ΔJ = +2 sont dites la série S. Étant donné que les transitions de type Raman impliquent deux photons, il est possible que le moment cinétique moléculaire change par deux unités à la fois.

## Interactions hyperfines
En plus de la structure principale observée dans les spectres microondes ou Raman imputable au mouvement de rotation des molécules, un ensemble d'interactions plus « subtiles » sont responsables de petits détails dans ces spectres, et leurs études donne une compréhension vraiment profonde de la mécanique quantique des molécules. Les interactions principales responsables de ces légères modifications dans les spectres (séparations supplémentaires et déplacements de raies) sont dues aux interactions magnétiques et électrostatiques dans la molécule. Les forces particulières de ces interactions dans différentes molécules, mais en général, l'ordre de ces effets est (dans l'ordre décroissant) :
- interaction entre spins électroniques : se produit dans des molécules avec deux électrons non appariés ou plus, et est une interaction entre dipôles magnétiques.
- interaction entre spin électronique et rotation moléculaire : la rotation d'une molécule correspond à une dipôle magnétique qui interagit avec le moment magnétique dipolaire de l'électron.
- interaction entre spin électronique et spin nucléaire : il s'agit de l'interaction entre le moment magnétique dipolaire de l'électron et le moment magnétique dipolaire du noyau s'il existe.
- interaction entre gradient de champ électrique et quadrupôle électrique nucléaire, ou interaction entre le gradient de champ électrique du nuage électronique d'une molécule et les moments électriques quadrupolaires du noyau s'ils existent.
- interaction entre spins nucléaires : les moments magnétiques nucléaires interagissent entre eux.

Ces interactions donnent lieu à des niveaux d'énergies caractéristiques qui sont montrés par des techniques spectroscopiques de résonance magnétique comme la RMN ou la RPE, où ils représentent les « séparations à champ nul » qui sont toujours présentes.

### Dédoublement quadrupolaire

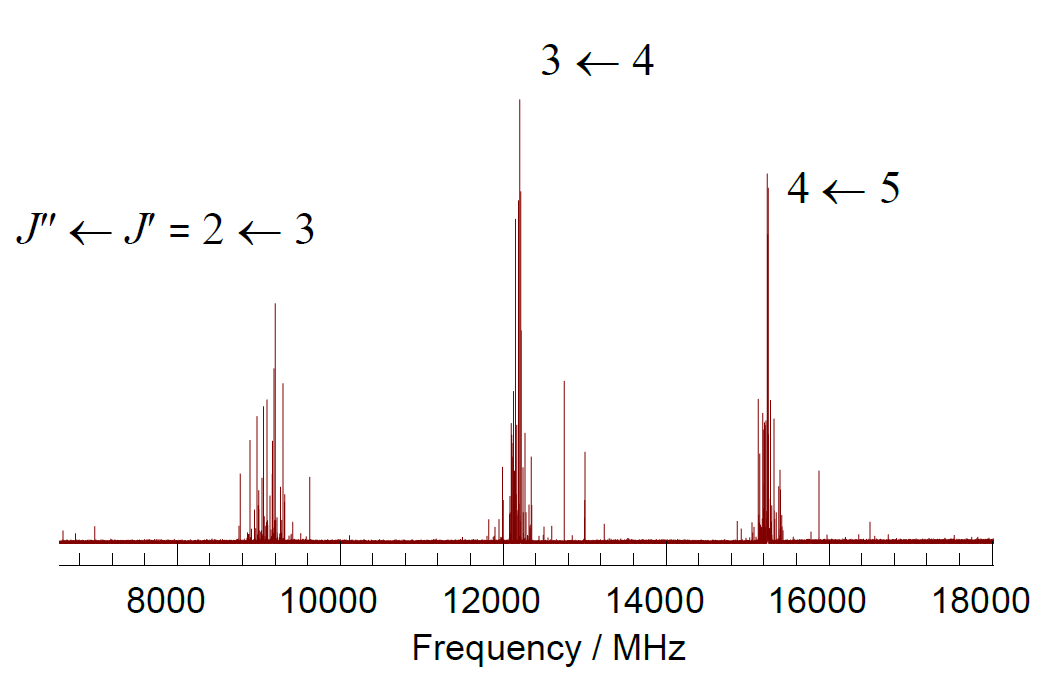
Une partie du spectre rotationnel du trifluoroiodomethane, CF_{3}I. Chaque transition rotationnelle est indiquée par les nombres quantiques J des états initial et final. Les nombreuses lignes pour chaque transition sont dues aux effets du couplage avec le quadrupôle du noyau ^{127}I de spin I = 5/2.

Un noyau atomique de spin nucléaire I supérieur à 1/2 possède un quadrupôle nucléaire. Dans ce cas, le couplage du moment cinétique de spin nucléaire avec le moment cinétique rotationnelle produit une structure hyperfine des niveaux d'énergie rotationnelle. Si le nombre quantique J d'un niveau rotationnel est supérieur au spin nucléaire I, il y a formation de 2I+1 niveaux, mais si J est moins que I, alors 2J+1 niveaux sont formés. Par exemple, le noyau 14N au HCN possède I = 1 et divise tout niveau de J > 0 en trois niveaux voisins. Les énergies des sous-niveaux sont proportionnelles au quadrupôle nucléaire, et sont fonction de  J et F, où le moment cinétique total F = J+I, J+I-1, ..., 0, ... |J-I|. L'observation du dédoublement quadrupolaire nucléaire permet alors la détermination du quadrupôle nucléaire.
Cette méthode présente une alternative à l'emploi de la spectroscopie par résonance quadrupolaire nucléaire. La règle de sélection des transitions rotationnelles devient
{\displaystyle \Delta J=\pm 1;\quad \Delta F=0,\pm 1}

### Effets Stark et Zeeman
En présence d'un champ électrique externe statique, la dégénérescence de degré 2J+1 de chaque état rotationnel est levée en partie, un exemple de l'effet Stark. Aux molécules linéaires, chaque niveau est séparé en J+1 composantes. La grandeur de la séparation est proportionnelle au carré de l'intensité du champ électrique et au carré du moment dipolaire de la molécule. indique les équations pour les molécules diatomiques et les toupies symétriques. En principe, ceci fournit un moyen à déterminer la valeur du moment dipolaire de la molécule avec précision élevée. Par exemple la valeur obtenue du moment dipolaire de l'oxysulfure de carbone (OCS) est μ = 0.71521 ± 0.00020 Debye. Cependant la séparation dépend du μ2 et est alors indépendante du signe du μ, de sorte que l'orientation du dipôle doit être déduit des analyses théoriques.
La dégénérescence sera aussi levée lorsqu'une molécule paramagnétique est placée dans un champ magnétique, un exemple de l'effet Zeeman. La plupart des espèces que l'on peut observer en phase gazeuse sont diamagnétiques . Les molécules avec un nombre impair d'électrons font exception, y compris le monoxyde d'azote (NO), le dioxyde d'azote (NO2), les oxydes de chlore et le radical hydroxyle (OH). L'effet Zeeman est aussi observé pour le dioxygène (O2) qui est paramagnétique à cause de ses deux électrons non appariés.

## Détermination expérimentale des spectres
La spectroscopie infrarouge à transformée de Fourier (FTIR) peut être utilisée afin d'étudier les spectres de rotation expérimentaux. Les spectres à ces longueurs d'onde présentent de manière typique de l'excitation rovibrationnelle, c'est-à-dire un mode à la fois vibrationnel et rotationnel pour une molécule.
Traditionnellement, les spectres micro-ondes sont obtenus par un procédé simple dans lequel un gaz sous faible pression est introduit dans un guide d'ondes entre une source micro-onde (de fréquence variable) et un détecteur micro-onde. Le spectre est obtenu par modification de la fréquence de la source et détection simultanée de la variation d'intensité de la radiation transmise. Ce dispositif expérimental recèle une difficulté majeure liée à la propagation de l'onde micrométrique dans le guide d'ondes. La taille physique du guide restreint la fréquence de radiation pouvant être transmise. Pour une taille de guide donnée (comme pour une bande X) il y a une fréquence de coupure, et les micro-ondes aux petites fréquences (longueurs d'onde les plus importantes) ne peuvent être propagées. De plus, lorsque la fréquence croît, des modes supplémentaires de propagation deviennent possibles, correspondant aux différentes vitesses de la radiation se propageant dans le guide d'ondes (cela peut être comparé à un rebond de l'onde dans le guide, avec différents angles de réflexion). Le résultat final de ces considérations est que chaque taille de guide d'ondes est utile seulement sur un intervalle étroit de fréquences et doit être remplacé par un guide plus adapté une fois les fréquences limites dépassées.
Les transitions entre les niveaux de rotation moléculaire peuvent être observées aussi par la spectroscopie Raman. Possède un spectre de Raman toute molécule avec une polarisabilité anisotrope, condition qui n'exclut que les toupies sphériques. Les autres molécules sont observables par la spectroscopie Raman, même se elles ne possèdent pas de moment dipolaire permanent et alors ne sont pas observables par la spectroscopie d'absorption ou d'émission.
Des spectres de Raman de très haute résolution peuvent être obtenus par adaptation de la spectrométrie infrarouge de transformée de Fourier. Un exemple serait le spectre du 15N2 qui démontre l'effet du spin nucléaire, ce qui entraîne une alternance des intensités dans un rapport 3:1 entre les lignes voisines. Les données ont permis de mesurer une longueur de liaison de 109,9985 ± 0.0010 pm.

## Applications
La spectroscopie rotationnelle est utilisée fréquemment en chimie physique afin de déterminer la structure des petites molécules (comme l'ozone, le méthanol ou l'eau) avec une haute précision. Les autres techniques « classiques » comme la diffractométrie de rayons X ne sont pas satisfaisantes pour ces molécules (particulièrement en phase gazeuse) et ne sont pas assez précises. Cependant, la spectroscopie rotationnelle n'est pas pertinente dans la détermination de molécules de tailles plus importantes, comme les protéines.
La spectroscopie micro-onde est l'un des principaux moyens par lesquels les constituants de l'univers sont déterminés depuis la Terre. Elle est particulièrement utile pour la détection des molécules dans le milieu interstellaire. Ainsi, l'une des découvertes les plus surprenantes de la chimie interstellaire fut la découverte de molécules à longues chaines carbonées dans ce milieu. C'est dans la perspective de trouver ce type de molécules en laboratoire qu'Harold Kroto vint dans le laboratoire de Richard Smalley et Robert Curl, où il était possible de vaporiser du carbone dans des conditions d'énergies très importantes. Cette expérience collaborative conduisit à la découverte du C60 qui leur valut le prix Nobel de chimie en 1996.